# 数の風景
『数の風景』（かずのふうけい）は、松本清張の長編推理小説。「数」が起点となり、山陰で起こった二つの殺人事件が暴かれる長編ミステリー。「歌のない歌集」第1話として『週刊朝日』に連載され（1986年3月7日号 - 1987年3月27日号、連載中の挿絵は濱野彰親）、1987年12月に朝日新聞社から刊行された。
1991年にテレビドラマ化されている。

## あらすじ
設計技師の板垣貞夫は、石見銀山観光開発計画の有志に請われて島根県を訪れたが、銀山に程近い秘湯の宿で、不思議な魅力を放つカノチエ帽の女性と同宿した。同じく同宿者の谷原泰夫は、宿帳に「梅井きく」と記したその女性が辿ってきたルート（十六島・三津峠・一畑寺）が、ことごとく「数」に関係することに気づき、彼女は何事も計算しないと気の済まないNumero Mania（計算狂）ではないかと推測する。
目下債権者に追われる身であった谷原は、高圧送電線下の細長い土地をめぐる利権の盲点を利用し、起死回生を図る。しかし地主説得のため山陰の有力者の上野吉男に身元保証人を承知させようとするうち、石見銀山の間歩（坑道）に殺人死体が遺棄されていると疑惑を持った谷原は、以前の部下の夏井武二に事情を探らせる。
他方、自動車メーカーの開発プロジェクトに関与することになった板垣は、オーストリアなどヨーロッパの道路事情を視察していたが、そのメーカーは鳥取県西伯郡の台地に、大規模なテストコースを建設しようとしていた。板垣と皆生温泉で再会した谷原の前に、隠蔽された犯罪の実像が浮かび上がってきたが、やがて谷原は姿を見せなくなる。
谷原の行方不明から夏井らの調査が始まり、「数」の異変を梅井に察知されたことから、犯人は追い詰められてゆく。

## 主な登場人物
- 原作における設定を記述。

谷原泰夫
東京の筑土八幡町で不動産業と出版業を運営していたが破産し、自殺志願で山陰まで逃避行、断魚荘に宿泊する。
板垣貞夫
土木建築関係の設計士。石見銀山調査のため山陰を訪れ、断魚荘に宿泊する。
梅井規久子
十六島で板垣が遭遇した、濃紺のコート・カノチエ帽の女性。断魚荘に宿泊し、計算狂と目される。
アキ子
大田市・祖式川畔の南山温泉にある温泉旅館「断魚荘」の若い女中。ポニーテール。
夏井武二
交通関係の業界誌に勤務。谷原の出版社の元社員で当時は実質的編集長。郷里は大口市で鹿児島弁を話す。
水巻ユカリ
谷原が出雲市駅近くに設立した「豊国エージェント」の若い女性事務員。去年高校を出たばかり。
上野吉男
山陰の大企業である日本海運輸の社長。守屋の妹・芳子を妻としていたが三年ほど前に離婚、京都から後妻・愛子を貰う。
守屋豊一郎
石見銀山調査を板垣に依頼した大田市の有志の一人で、簸川郡にある守屋砕石工業の経営者。
和田修造
守屋の腹心の部下で秘書役兼連絡係長役。風采のあがらぬ三十男。
杉尾静子
谷原の出版社の元社員で当時は整理係。クラシック音楽好き。

## エピソード

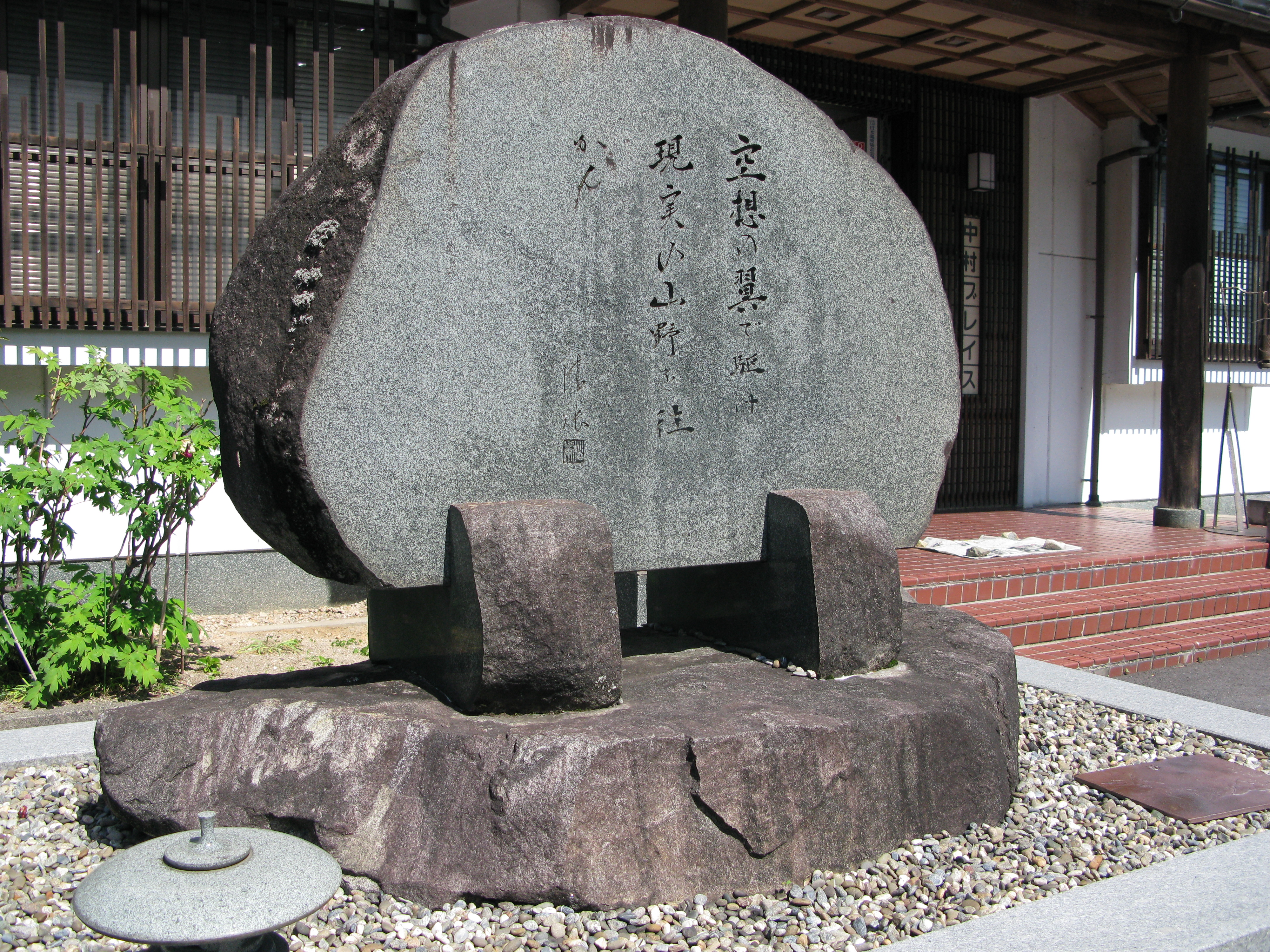
石見銀山・大森地区の中村ブレイス本社前にある、本作にちなんだ記念碑

- 1986年3月に松江市で行われた古代史のシンポジウム参加の折、本作の取材を目的に石見銀山を訪れた清張は、大森地区に本社を置く義肢装具メーカーの中村ブレイスの工房を訪ね、その際に同社取締役の中村俊郎に「空想の翼で駆け現実の山野を往かん」と色紙に書いて手渡した[1]。この言葉は翌1987年10月に同社の本社前に建てられた石碑に刻まれている[2]。
- ブルックナーが建物の窓や道路上の石畳、レンガの数などを執拗に数えざるを得ない強迫性障害であったとする説[3]は、1990年にケン・ラッセルが監督した映画アントン・ブルックナーの奇妙な苦悩（英語版）で扱われ、その後もグラスゴー大学教授のジョン・バット（英語版）がブルックナーの日記の記述を根拠にこの説を支持している[4]。他方著者が直接取材した東京藝術大学の土田英三郎はこの説を否定している[5]。

## 書誌情報
- 『数の風景』〈朝日新聞社〉（1987年12月）
- 文庫版『数の風景』〈角川文庫〉（1990年5月）
- 『松本清張全集 62』（文藝春秋〉（1995年11月）
- 文庫版『数の風景』〈光文社文庫〉（2018年12月）

## テレビドラマ
「松本清張スペシャル・数の風景」。1991年3月30日、テレビ朝日系列の「土曜ワイド劇場」枠（21:03-23:51）にて3時間の拡大版として放映。当初は特別番組としてゴールデンウィーク明けの放送を予定していたが、4月からの松本清張作家活動40周年記念ドラマ企画との重複を回避するため、前倒しで放送された。
キャスト
- 梅井規久子：島田陽子
- 谷原泰夫：古谷一行
- 夏井武二：岸部一徳
- 守屋豊一郎：財津一郎
- 板垣貞夫：山本學
- 上野吉男：仲谷昇
- 断魚荘の女将：美保純
- 洞口依子
- 佐藤B作
- 成瀬正孝
- 杉山弘太郎
- 高間智子
- 徳江一裕
- 河合絃司
- 入江正徳
- 大原真理子
- 小寺大介
- 村上幹夫
- 大石源吾

スタッフ
- 脚本：大野靖子
- 演出：松尾昭典
- 制作：東映、テレビ朝日、霧企画